# Gil Sinclair
Pour les articles homonymes, voir Sinclair.
Gil Sinclair est une série de bande dessinée créée par Walli et Bom. Ce sont les aventures humoristiques de deux pilotes de l'aéronautique américaine pendant la Seconde Guerre mondiale. Cette série paraît de 1990 à 1992 dans Hello Bédé qui succède au Journal de Tintin. Elle est ensuite publiée en quatre albums par Le Lombard.

## Trame
Gilles de Saint-Clair-Boulzicourt est un Français naturalisé Américain sous le nom Gil Sinclair. Il est pilote de l'aéronautique, dans l'U.S. Army. Après six mois d'entrainement, il est attaché au soin des pigeons voyageurs, puis affecté en Birmanie, et participe à la Seconde Guerre mondiale. Il y enchaîne les aventures humoristiques, en compagnie de Flint Bottleneck.

## Historique de la série
Walli et Bom créent la série Gil Sinclair pour Hello Bédé, où elle paraît en plusieurs épisodes à suivre. Le premier est l'ile truquée en 1990 ; ensuite paraît le Carnet rouge en 1991, puis Mission nid d'aigle en 1992.
Cette série paraît ensuite en quatre albums aux éditions du Lombard.

## Albums
1. L'Île truquée, par Walli et Bom, Le Lombard, 46 planches, 1990  (ISBN 2-8036-0897-9) ;
2. Le Carnet rouge, par Walli et Bom, Le Lombard, 46 planches, 1991  (ISBN 2-8036-0957-6) ;
3. Mission nid d'aigle, par Walli et Bom, Le Lombard, 46 planches, 1993  (ISBN 2-8036-1026-4) ;
4. Le Murmure de Berlin, par Walli et Bom, Le Lombard, 48 planches, 1994  (ISBN 2-8036-1088-4) – Prix CBEBD 1984 du meilleur scénario.